# Liste der Universitäten in der Republik Moldau
Dieses ist eine Liste der Universitäten in der Republik Moldau.

## Staatliche Universitäten
- Staatliche Universität Moldau
- Technische Universität Moldau
- Staatliche Alecu-Russo-Universität Bălți
- Staatliche Bogdan-Petriceicu-Hasdeu-Universität Cahul
- Universität Comrat
- Staatliche Universität Taraclia
- Transnistrische Staatliche Taras-Schewtschenko-Universität Tiraspol

## Staatliche Hochschulen
- Moldauische Akademie der Wirtschaftswissenschaften
- Studienakademie für Verwaltung
- G.-Musicescu-Musikakademie Chișinău
- Militärinstitut der Streitkräfte
- Nationales Institut für Körpererziehung und Sport
- Institut für Internationale Beziehungen Chișinău
- Moldauische Staatliche Universität für Landwirtschaft
- Moldauisches Institut der Künste
- Nicolae-Testemițanu-Universität für Medizin und Pharmazie
- Ion-Creanga-Universität für Pädagogik Chișinău